# 艾歐資訊
艾歐資訊是日本電腦周邊製造商，公司名稱以I/O命名。
早期開發SCSI介面的DVD/CD燒錄機崛起，並與NEC的PC-98電腦專案合作；後來PC-98勢力衰微，轉而OEM儲存裝置當主要市場，並跨入MP3隨身聽和視聽領域，但是因為競爭激烈導致營運狀況長期不甚好轉，2008年關閉上海貿易部門但保留香港子公司。2013年1月宣布裁員14%約121人。2013年6月啟用藍紫二色的企業識別標誌。
近年主力販售外接硬碟尤以配合蘋果筆記電腦使用的款式，2017年起開賣以樹莓派為基礎的小型電腦，也接受樹莓派客製化設計，品牌液晶顯示器市場也在繼續經營，但自身無面板廠而是做組裝和電路部分。

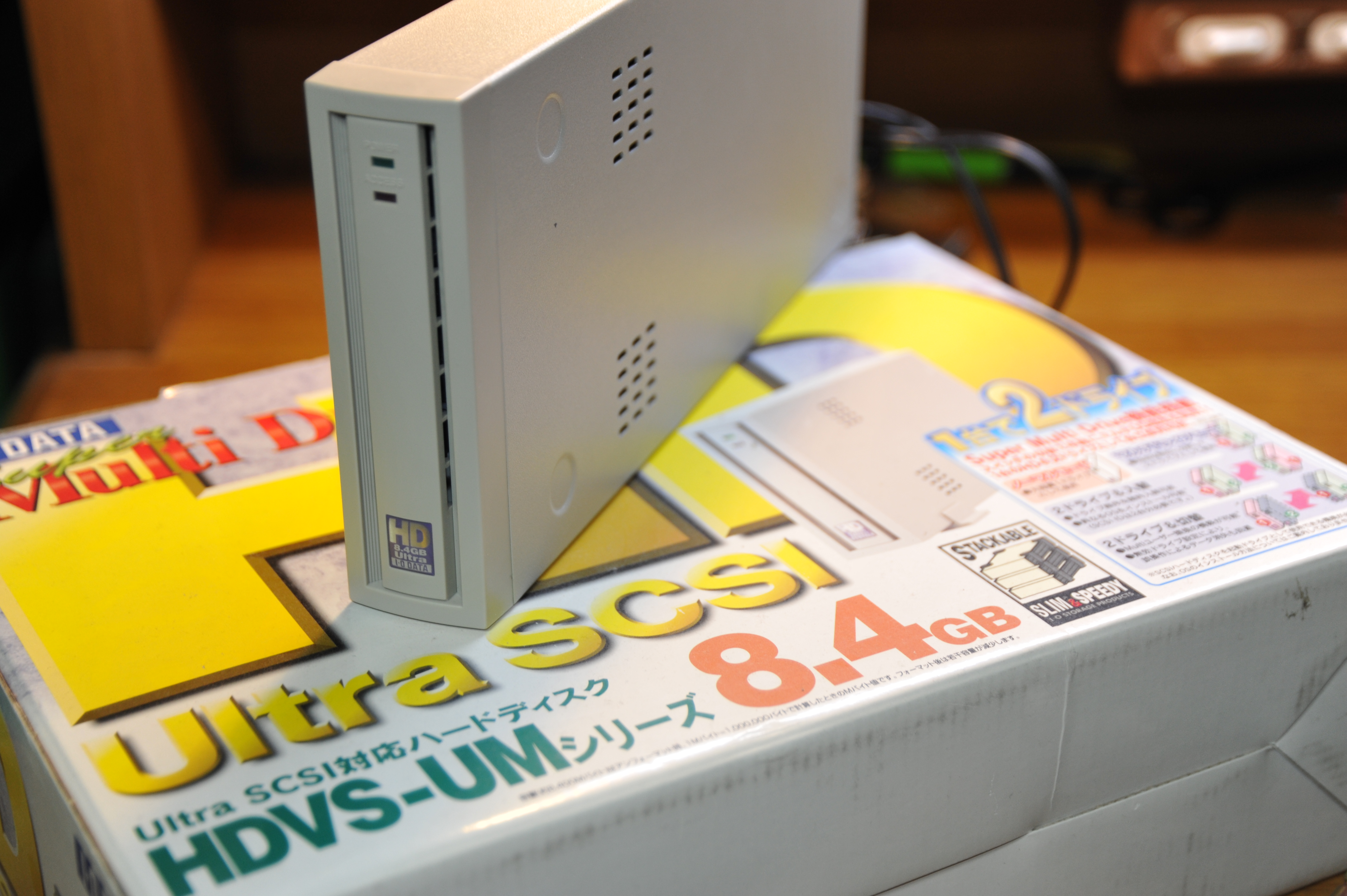
早期的SCSI外接碟
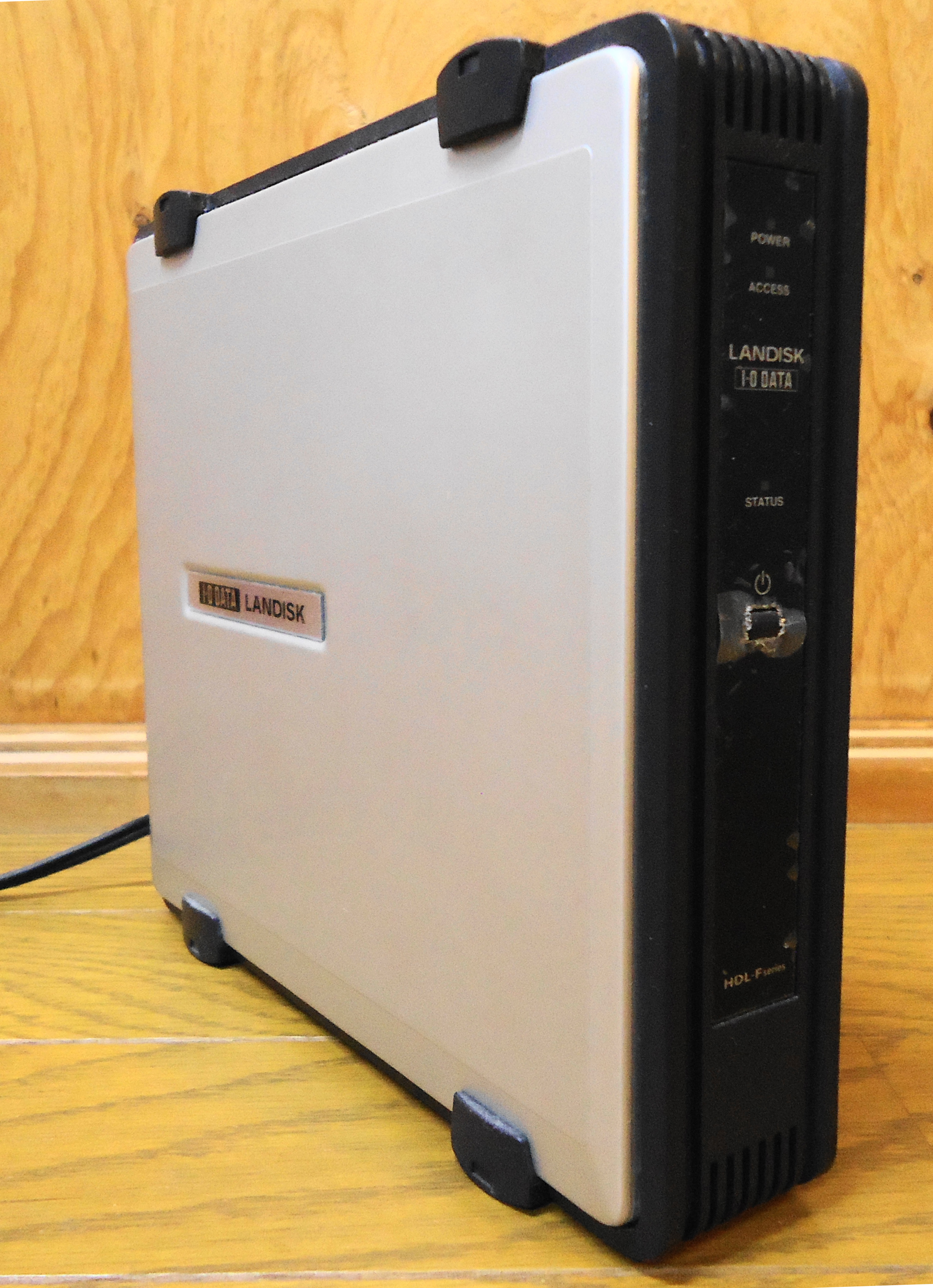
HDL-F250外接硬碟，可接區域網
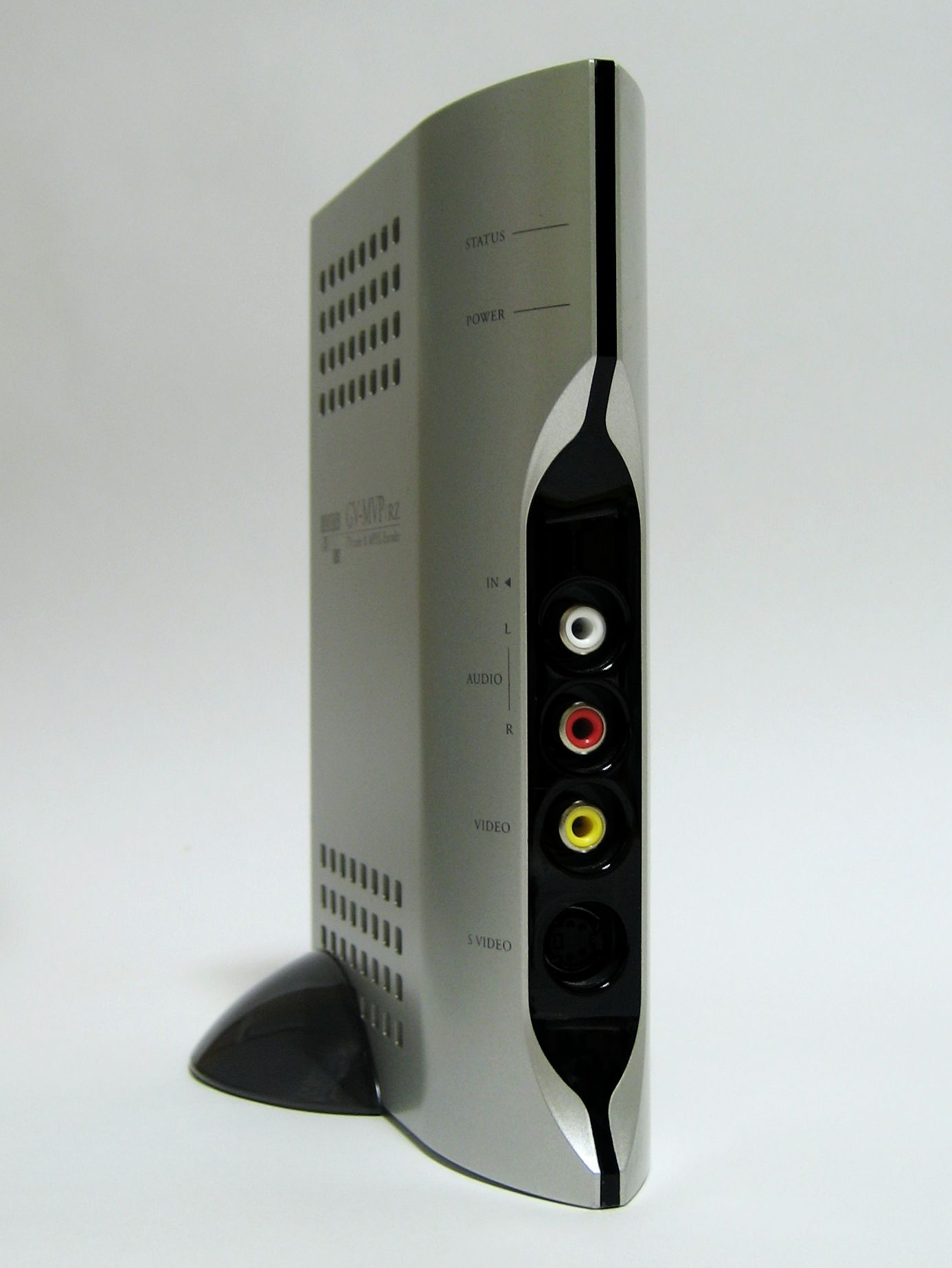
I-O Data電視機上盒